# Trialisme

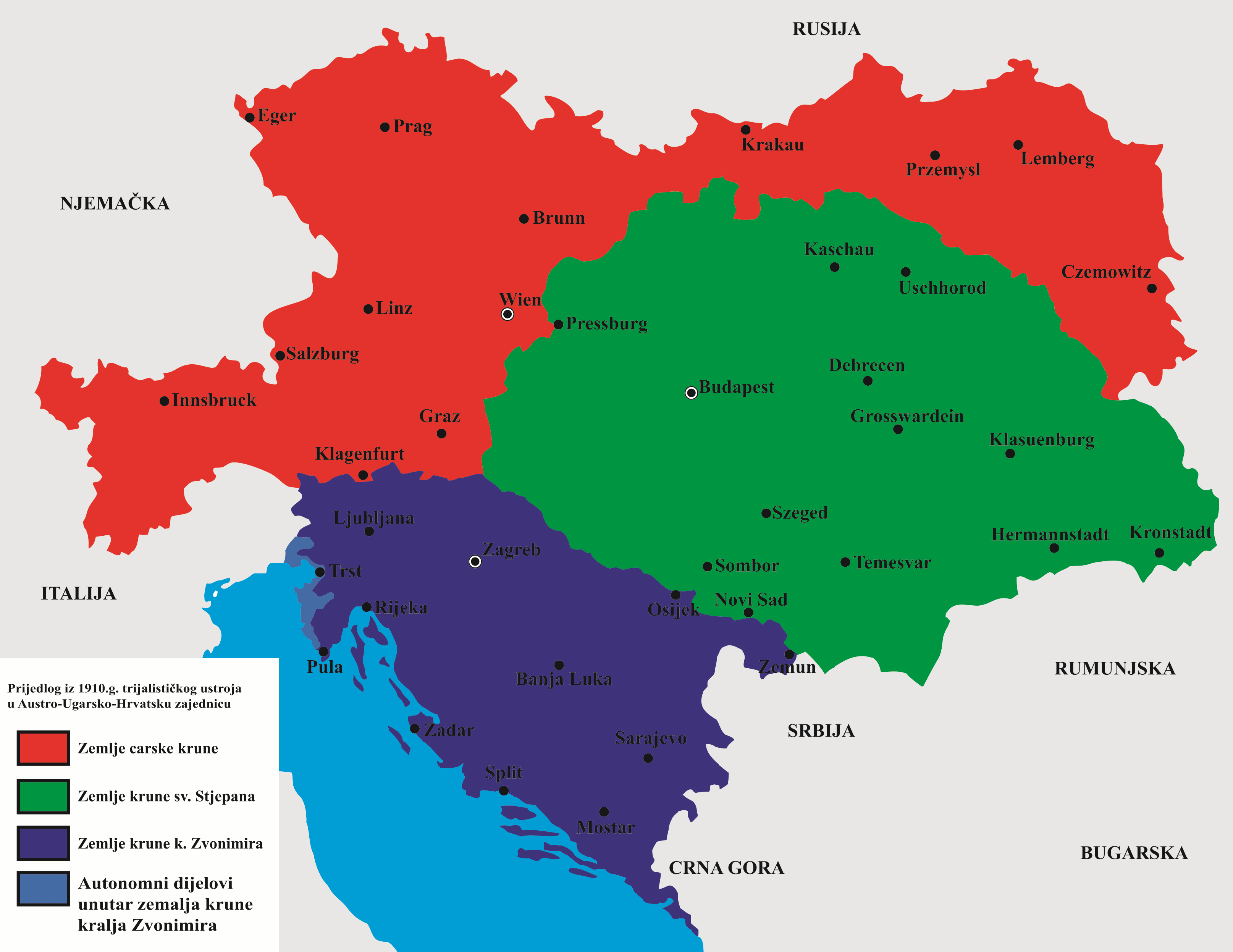
Een voorbeeld van trialisme voor Oostenrijk-Hongarije uit 1910

Onder trialisme werd het streven van Slavische volkeren in Oostenrijk-Hongarije verstaan om de dubbelmonarchie om te vormen naar een Rijk waarin de Slavische volkeren ook autonomie zouden krijgen. Dit trialisme, dat mede verwoord werd door de aanhangers van het austroslavisme, zou een Tsjechische (Bohemen en Moravië) respectievelijk een Zuid-Slavische (Kroatië en Slovenië - en vanaf 1905 ook Bosnië - omvattende) entiteit vormen, naast de al bestaande Oostenrijkse en Hongaarse rijksdelen. Bij de Hongaarse en Oostenrijkse elites, die vreesden hun macht te verliezen ten gunste van de Tsjechen, was dit idee niet populair. Uiteindelijk kregen de Tsjechen in 1871 een beperkte autonomie. 